# La Torre d'Estrac
La Torre d'Estrac és una obra de Fornells de la Selva (Gironès) declarada bé cultural d'interès nacional.

## Descripció
La Torre d'Estrac està situada al sud-est del municipi, molt a prop dels termes municipals de Riudellots de la Selva i Aiguaviva. El cos principal del conjunt té planta baixa i primer pis amb coberta a doble vessant. A la cantonada occidental hi ha una torre de planta rectangular, a la qual s'hi adossa una galeria oberta. Aquesta torre té dos pisos, està feta de maçoneria amb cadenes de carreus als angles i conserva una finestra amb una petita espitllera a la façana de migdia.

## Història
Hi ha poques notícies sobre el seu origen. Només es conserven algunes referències documentals que parlen de l'existència d'una llinda, avui perduda, amb la inscripció "Bartomeu feu present obra, 1565".